# Sesheke
Sesheke est une ville du sud de la Province Occidentale en Zambie sur les rives du Zambèze. Sa population s'élève à 43 489 habitants en 2010.

## Géographie
Au sud-ouest de la Zambie, la ville est frontalière avec la Namibie grâce au pont Katima Mulilo,  un ouvrage de 900 m ouvert en 2004 sur le Zambèze aboutissant à Katima Mulilo, dans la Bande de Caprivi. Ce pont a réalisé l'achèvement d'un axe routier important partant du port en eau profonde de Walvis Bay vers Lusaka puis au-delà vers des régions enclavées de l'Afrique australe.
Sesheke est à peu près à égale distance de l'océan Atlantique et de l'océan Indien mais seulement à "vol d'oiseau".